# Strmoglavec (ptič)
Strmoglavec (znanstveno ime Morus bassanus) je morski ptič iz družine strmoglavcev, ki gnezdi ob obalah in na otokih severnega Atlantskega oceana.

## Opis
Strmoglavčeva pojava je nezamenljiva, saj je bistveno večji od cevonoscev, s katerimi si deli življenjski prostor, in ima sorazmerno daljše rep, vrat in glavo. V dolžino meri skoraj en meter, preko peruti pa skoraj dva metra. Odrasli ptiči imajo belo operjenost z rahlo rumenkasto do rjavkasto obarvanim vrhom glave in črnimi konicami peruti. Pravkar speljani mladiči so po vsem telesu sivo-rjavi, le krovna peresa so belkasta. S staranjem postajajo vedno bolj beli, pri čemer sta vzorec in obseg bele obarvanosti raznolika, in lahko od daleč spominjajo na odraslega velikega viharnika, čeprav so večji tudi od njega. Do zime četrtega leta življenja so že skoraj povsem beli, poleg konic kril so črna le sredinska repna peresa in del primarnih letalnih peres.
Prehranjuje se z ribami in drugimi pelaškimi organizmi (predvsem lignji), ki jih lovi z značilnim strmim pikiranjem z višine 10 do 40 m, po čemer je dobil tudi ime. Tik pred gladino potegne peruti nazaj in se potopi kot puščica. Oglaša se le v koloniji, z glasnimi, raskavimi klici. Razmnoževanje je izrazito sezonsko, med marcem in aprilom. Par ostane skupaj več gnezditvenih sezon in ves čas zaseda isto gnezdo; ob srečanju na gnezdu se pozdravljata z ritualiziranim trkanjem s kljuni ter medsebojnim čiščenjem perja na glavi in vratu.

## Življenjski prostor in razširjenost
Strmoglavci gnezdijo v velikih kolonijah na strmih skalnatih obalah in nedostopnih skalnatih otočkih v severnem Atlantiku, le občasno tudi na celini. Največja znana kolonija, ki je leta 2011 štela 47.800 parov, je na otoku Bonaventure v kanadski provinci Québec, vendar je največji del gnezdeče populacije skoncentriran na zahodu Škotske. Celotno populacijo ocenjujejo na približno milijon osebkov, zato ne velja za ogroženega.
Izven obdobja gnezditve se osebki klatijo širom severnega Atlantika in po zahodnem Sredozemlju. Odrasli strmoglavci se pogosteje zadržujejo znotraj gnezditvenega območja, mladiči pa se pogosteje podajo do robov območja razširjenosti. V Sloveniji je bila vrsta prvič opažena pozimi 2006 nad morjem pred Piranom, pogosteje pa strmoglavce videvajo v sosednji Furlaniji - Julijski krajini v Italiji, kjer ima vrsta status domnevno rednega selivca.